# Kapelle St. Emmeram (Oberföhring)

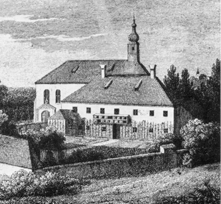
Klause und Kapelle St. Emmeram, Ausschnitt eines Kupferstichs von 1805

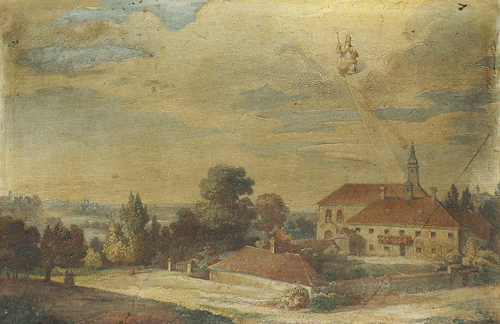
Klause und Kapelle St. Emmeram, Gemälde von Anton Höchl von 1852 nach dem Kupferstich

Die Kapelle St. Emmeram war ein Kirchengebäude, das dem heiligen Emmeram von Regensburg geweiht war. Es lag in Oberföhring, einem heutigen Stadtteil Münchens, im Stadtbezirk Bogenhausen. In der Kapelle soll der Leichnam des heiligen Emmeram bei seiner Überführung von Aschheim nach Regensburg abgelegt worden sein, bevor er auf ein Floß geladen wurde.

## Geschichte
Urkundlich erwähnt wird eine Kapelle bei Oberföhring 884. In alten Urkunden wird sie häufig „St. Haymran“ oder „Haimeran“ genannt.
1663 entstand bei der Kapelle eine Klause für Eremiten, die bis zur Säkularisation 1803 bestand. Der Klause war eine Schule für die Kinder der Umgebung angegliedert. Die Kapelle entwickelte sich zu einem bedeutenden Wallfahrtsort.
1739 wurde die alte Kapelle durch einen Neubau ersetzt, der 1742 geweiht wurde. Die Ausstattung stammte von den Brüdern Cosmas Damian und Egid Quirin Asam.
Bei der Säkularisation 1803 wurde die Eremitage aufgelöst und die Kapelle geschlossen. Die Schule bestand weiter, allerdings in weltlicher Verwaltung. Der Abriss der Kapelle erfolgte 1820, aus den dabei gewonnenen Steinen wurde eine neue Schule bei St. Lorenz errichtet.
1866 wurde als Ersatz für die abgerissene Kapelle nahe der St. Emmeramsmühle von deren Besitzern ein kleineres Kapellchen erbaut, die Gedächtniskapelle St. Emmeram.